# Bofuriella spinosa
Bofuriella spinosa is een eenoogkreeftjessoort uit de familie van de Epacteriscidae. De wetenschappelijke naam van de soort is voor het eerst geldig gepubliceerd in 2007 door Fosshagen & Iliffe.